# Ricardo Lobo
Ricardo Lobo (Campinas, 20 maggio 1984) è un ex calciatore brasiliano, di ruolo attaccante.

## Carriera
In carriera ha giocato 5 partite nella fase a gironi della AFC Champions League.